# Ogre distrikt
Ogres distrikt (lettiska: Ogres rajons) var till 2009 ett administrativt distrikt i Lettland, beläget i den centrala delen av landet. Den största staden i distriktet är Ogre med ungefär 30 000 invånare. 